# Episodi di Amici per la pelle (quinta stagione)
La quinta stagione della serie televisiva Amici per la pelle è stata trasmessa in anteprima in Germania dalla ZDF tra il 14 novembre 1996 e il 20 febbraio 1997.
| nº | Titolo originale                                                                          | Titolo italiano | Prima TV Germania | Prima TV Italia |
| -- | ----------------------------------------------------------------------------------------- | --------------- | ----------------- | --------------- |
| 0  | Das größte Fest des Jahres - Weihnachten bei unseren Fernsehfamilien a.k.a. Wintermärchen |                 | 23 dicembre 1995  |                 |
| 1  | Königskind                                                                                |                 | 14 novembre 1996  |                 |
| 2  | Vaterliebe                                                                                |                 | 21 novembre 1996  |                 |
| 3  | Kännchenmännchen                                                                          |                 | 28 novembre 1996  |                 |
| 4  | Brautentführung                                                                           |                 | 5 dicembre 1996   |                 |
| 5  | Freundschaftsvertrag                                                                      |                 | 12 dicembre 1996  |                 |
| 6  | Einsiedlerkrebs                                                                           |                 | 19 dicembre 1996  |                 |
| 7  | Götterdämmerung                                                                           |                 | 2 gennaio 1997    |                 |
| 8  | Fräuleinwunder                                                                            |                 | 9 gennaio 1997    |                 |
| 9  | Singleblues                                                                               |                 | 15 gennaio 1997   |                 |
| 10 | Traumfrau                                                                                 |                 | 23 gennaio 1997   |                 |
| 11 | Sternschnuppe                                                                             |                 | 30 gennaio 1997   |                 |
| 12 | Brandstifter                                                                              |                 | 13 febbraio 1997  |                 |
| 13 | Bärendienst                                                                               |                 | 20 febbraio 1997  |                 |